# 沃尔特城堡
沃尔特城堡是瑞士沙夫豪森州诺伊豪森市的一座城堡，位于莱茵瀑布冲刷的一个小岛上，因而得名。与苏黎世州的劳芬城堡相对。

## 历史
13世纪，沃尔特城堡初次见于记载。19世纪中叶以前，它一直是从博登湖到巴塞尔的东西向贸易路线上的一个转运点，中间被莱茵瀑布中断。
根据2004年的考古发掘，目前的城堡建于1348年，用作海关，监管在此转运绕过莱茵瀑布的货物。1429年归属诸圣修道院。1524 年修道院被取缔后，沃尔特归属沙夫豪森市。
铁路建成后，水上交通路线失去了重要性，1835/36 年，沙夫豪森州将海关建筑翻修为旅游餐厅，1837年2月2日开业。翻修的建筑费用由前业主沙夫豪森的诸圣修道院支付。
该建筑被列入瑞士国家和区域重要文化财产名录。